# Il sopravvissuto (film 1987)
Il Sopravvissuto (The Survivalist) è un film statunitense del 1987 diretto da Sig Shore.

## Trama
Nello scenario della guerra fredda, una bomba nucleare viene lanciata sulla Siberia e vengono accusati gli Stati Uniti, dove è proclamata la legge marziale mentre dilaga il caos.
In questo scenario, tra corruzione politica e bande di vandali, Jack Tillman deve salvare la sua famiglia.